# Aïn Touila
Aïn Touila (în arabă عين الطويلة) este o comună din provincia Khenchela, Algeria.
Populația comunei este de 16.845 de locuitori (2008).